# جورج وايتهيد
جورج وايتهيد (بالإنجليزية: George Whitehead)‏ (27 أغسطس 1895 - 17 أكتوبر 1918) هو لاعب كريكت بريطاني (وحمل سابقاً جنسية المملكة المتحدة لبريطانيا العظمى وأيرلندا).

## وصلات خارجية
- جورج وايتهيد على موقع إي آس بي آن كريك إنفو (الإنجليزية)